# Ducado de Grimaldi

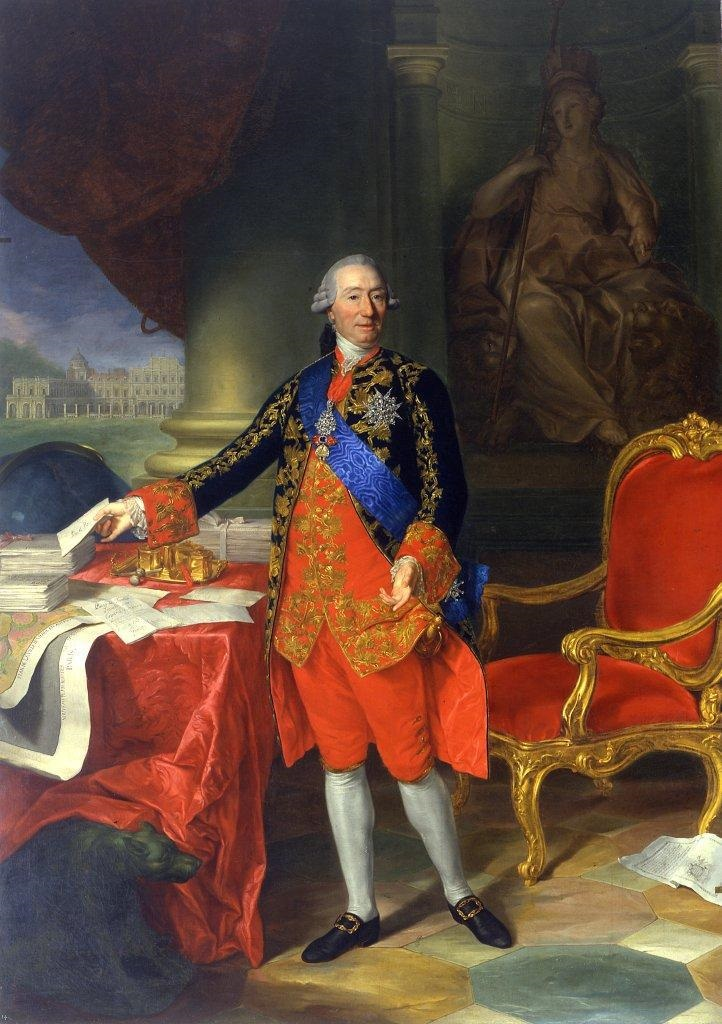
Pablo Jerónimo Grimaldi y Pallavicini, Primer duque de Grimaldi.

El ducado de Grimaldi es un título nobiliario español creado el 8 de febrero de 1777 por el Rey Carlos III a favor del patricio genovés Pablo Jerónimo Grimaldi y Pallavicini, marqués de Grimaldi, nacido en Génova en 1710.

## Nota
El título solo fue llevado por dos titulares, cayendo en el olvido durante casi cien años, hasta que en 1927 fue rehabilitado por Alfonso XIII a favor de María del Rosario Patiño y Losada, descendiente de Giovanni Battista Grimaldi, conde palatino y i señor de Montaldeo, en cuya descendencia continúa actualmente.

## Duques de Grimaldi
|                                 | Titular                               | Periodo                 |
| Creación por Carlos III         | Creación por Carlos III               | Creación por Carlos III |
| ------------------------------- | ------------------------------------- | ----------------------- |
| i                               | Pablo Jerónimo Grimaldi y Pallavicini | 1772-1789               |
| ii                              | Francisco María Grimaldi y Spinola    | 1789-?                  |
| Rehabilitación por Alfonso XIII |                                       |                         |
| iii                             | María del Rosario Patiño y Losada     | 1927-1942               |
| iv                              | José Joaquín Márquez y Patiño         | 1944-1973               |
| v                               | José Joaquín Márquez y Ulloa          | 1973-1999               |
| vi                              | José Joaquín Márquez y Pries          | 2000-actual titular     |

## Historia de los duques de Grimaldi[3]
- Pablo Jerónimo Grimaldi y Palllavicini (1710-1789), i duque de Grimaldi, grande de España de primera clase, marqués de Grimaldi en Génova, patricio genovés, primer secretario de Estado y del Despacho, embajador en Roma, caballero de la Insigne Orden del Toisón de Oro, etc. Sin descendientes. Le sucedió su sobrino, hijo de su hermano el marqués Ranieri Grimaldi y de su segunda mujer María Rosolea Spinola:

- Francisco María Grimaldi y Spinola, ii duque de Grimaldi, grande de España de primera clase, patricio genovés.

1. Casó con Laura Spinola y Grimaldi. Fue su hija:

- María Teresa Grimaldi.

1. Casó con el marqués Ignazio Alessandro Pallavicini (1778-1828), patricio genovés, nieto paterno de los ii condes de Yebes y materno de Su Señoría Ridolfo María Brignole Sale, Dux de la República de Génova. Con descendencia en Italia que dejó de usar el título.

El título quedó vacante casi cien años, hasta que fue rehabilitado por:
- María del Rosario Patiño y Losada (1902-1942), iii duquesa de Grimaldi, grande de España, hija de Joaquín Patiño y Mesa, coronel de Caballería de la Escolta Real y ayudante de órdenes de Alfonso XIII, hijo de los vi marqueses del Castelar, grandes de España, y de Beatriz de Losada y González de Villalaz, ii condesa de las Quemadas, hija de los i marqueses de los Castellones, grandes de España, y nieta paterna de los x condes de Gavia, grandes de España.

1. Casó con José María Márquez y Castillejo (1892-1972), ix marqués de Montefuerte, ingeniero mecánico-electricista del I.C.A.I., alférez honorario de Ingenieros de la Armada, gentilhombre de cámara con ejercicio y servidumbre de Alfonso XIII, caballero y comendador mayor de Aragón de la orden de Calatrava, vocal del Real Consejo de las Órdenes Militares, maestrante de Sevilla, cruz de la orden del Mérito Naval, deportado a Villa Cisneros en el Sáhara Español en 1932 por su participación en «La Sanjurjada», el golpe de Estado monárquico capitaneado por el general Sanjurjo durante la Segunda República, hijo de los viii marqueses de Montefuerte y vii condes del Paraíso, y nieto materno de los iii condes de Floridablanca, grandes de España. Le sucedió su hijo:

- José Joaquín Márquez y Patiño (1923-1973), iv duque de Grimaldi, grande de España, teniente de navío de la Armada.

1. Casó con su prima tercera María de las Mercedes de Ulloa y Ramírez de Haro (1923), hija de los xi condes de Adanero y viii marqueses de Castro Serna. Le sucedió su hijo:

- José Joaquín Márquez y Ulloa (1949-1999), v duque de Grimaldi, grande de España, x marqués de Montefuerte, abogado.

1. Casó con María del Carmen Pries y Picardo (1955), hija de los iii condes de Príes.
2. Casó con María del Pilar Garralda y Ruiz de Velasco (1948), hija de los iii condes de Autol. Le sucedió, de su primer matrimonio, su hijo:

- José Joaquín Márquez y Pries (1978), vi duque de Grimaldi, grande de España, iv conde de las Quemadas, caballero del Real Cuerpo de la Nobleza de Madrid.[1]

1. Casado con Patricia Carballo y Fernández de Villalta.